# Il sarto (serie televisiva)
Il sarto (Terzi) è una serie televisiva drammatica turca composta da 23 episodi suddivisi in tre stagioni, distribuita sulla piattaforma di streaming Netflix dal 2 maggio al 3 novembre 2023. È basata sul libro Hayata Dön della scrittrice Gülseren Budayıcıoğlu.

## Trama
Peyami Dokumacı, un famoso sarto di Istanbul, che decide di cucire un abito da sposa per la fidanzata del suo migliore amico, Esvet. Ma presto gli oscuri segreti nascosti dai tre trapelano allo scoperto, devastando tutte le loro vite e mettendole sottosopra.

## Episodi
| Stagione         | Episodi | Pubblicazione Turchia | Pubblicazione Italia |
| ---------------- | ------- | --------------------- | -------------------- |
| Prima stagione   | 7       | 2023                  | 2023                 |
| Seconda stagione | 8       | 2023                  | 2023                 |
| Terza stagione   | 7       | 2023                  | 2023                 |

## Personaggi e interpreti

### Personaggi principali
- Peyami Dokumacı, interpretato da Çağatay Ulusoy, doppiato da Andrea Moretti.
- Esvet / Firuze, interpretata da Şifanur Gül, doppiata da Elena Mancuso.
- Dimitri, interpretato da Salih Bademci, doppiato da Giuseppe Ippoliti.
- Mustafa, interpretato da Olgun Şimşek, doppiato da Mario Cei.
- Suzan "Suzi", interpretata da Ece Sükan, doppiata da Cristiana Rossi.

### Personaggi secondari
- Cemre, interpretato da Berrak Tüzünataç.
- Peyami da piccolo, interpretato da Engin Şenkan, doppiato da Pietro Novara.
- Kiraz, interpretata da Evrim Alasya.
- Ari, interpretato da Vedat Erincin.
- Sülün, interpretato da Celile Toyon, doppiata da Adele Pellegatta.
- Lia, interpretata da Lilâ Gürmen, doppiata da Dania Cericola.
- Faruk, interpretato da Murat Kılıç, doppiato da Giuseppe Russo.
- İrini, interpretata da Zeynep Özyurt Tarhan.
- Özden, interpretata da Hivda Zizan Alp, doppiata da Irene Giuliano.

## Produzione
La serie è diretta da Cem Karcı, scritta da Rana Mamatlıoğlu e Bekir Baran Sıtkı e prodotta da OGM Pictures.

### Sviluppo e cambio del titolo
Il primo titolo previsto per la serie era Yalı Çapkını, la cui sceneggiatura era stata scritta appositamente per Çağatay Ulusoy, il cui progetto è stato poi accantonato in quanto a quest'ultimo non piaceva. Successivamente la serie era prevista per andare in onda su TV8 con il titolo Süslü Korkuluk, ma in seguito a un disaccordo tra la società di produzione e la rete il titolo è stato modificato in Terzi e distribuita sul servizio di streaming Netflix.

### Riprese
Le riprese delle tre stagioni della serie si sono svolte in un unico blocco tra Istanbul e Kırklareli: quelle della prima stagione sono state effettuate dal 29 marzo al 15 giugno 2022, quelle della seconda stagione da inizio luglio fino al 20 agosto, mentre quelle della terza stagione dallo stesso giorno fino al 4 ottobre.

## Distribuzione
La serie è stata distribuita sulla piattaforma di streaming Netflix dal 2 maggio al 3 novembre 2023: la prima stagione è stata distribuita il 2 maggio 2023, la seconda stagione il 28 luglio 2023, mentre la terza ed ultima stagione il 3 novembre 2023.